# كولين تشنغ
كولين تشنغ شينرو (بالصينية: 郑忻如) (من مواليد 10 سبتمبر 1989) هو بحار من سنغافورة.
شارك في دورة الألعاب الآسيوية 2006 في الدوحة، قطر.

## روابط خارجية
- كولين تشنغ على موقع الاتحاد الدولي للملاحة الشراعية (موقع جديد) (الإنجليزية)
- كولين تشنغ على موقع الاتحاد الدولي للملاحة الشراعية (موقع قديم) (الإنجليزية)
- كولين تشنغ على موقع اللجنة الأولمبية الدولية (الإنجليزية)
- كولين تشنغ على موقع أوليمبيديا (الإنجليزية)
- كولين تشنغ على موقع اللجنة الأولمبية السنغافورية (الإنجليزية)